# Bierkönig
Le Bierkönig est une discothèque et un Biergarten le long de la plage de Palma de Majorque.

## Histoire
Le lieu ouvre en 1988 et est l'une des attractions les plus populaires aux touristes festifs venant principalement des pays germanophones.
En 1997, son fondateur Manfred Meisel est assassiné.
Au début du printemps 2002, le Bierkönig présente de nouveaux locaux en conformité avec les lois, notamment la fin de la sonorisation de la terrasse à minuit. Pour pallier cette fermeture, la discothèque comprend deux étages.
En 2012, une partie de la terrasse est couverte de panneaux de verre et a une nouvelle scène. Au printemps 2013, un grand écran est installé ; on diffuse surtout les matchs de football et les concerts de la scène.

## Programmation
Le Bierkönig a accueilli de nombreux artistes : Peter Wackel, Chriss Tuxi, Matthias Reim, Mia Julia Brückner, Anna-Maria Zimmermann, Kim Gloss, Ikke Hüftgold, Jürgen Milski, Melanie Müller, Oli P., Schäfer Heinrich, Tim Toupet, Antonia aus Tirol, Axel Fischer, Tobee, Jochen Bendel, Biggi Bardot, Helmut aus Mallorca, Ina Colada...

## Source de la traduction
- (de) Cet article est partiellement ou en totalité issu de l’article de Wikipédia en allemand intitulé « Bierkönig » (voir la liste des auteurs).